# Torção física
Torção  é  a deformação de um sólido em que os planos vizinhos (transversais a um eixo c) sofrem, cada um deles, um deslocamento angular relativo aos outros planos, ou seja, é a deformação que um objecto sofre quando se lhe  imprime um movimento de rotação, fazendo-se girar em sentido contrário as suas partes constituintes.
Denomina-se torção nos fio número de voltas do fio em torno do seu próprio eixo, por uma unidade de comprimento;
ex.: T/"(torção por polegada), T/m , T/cm etc.
Quando uma peça, normalmente cilindrica, sofre o efeito de um torque e uma força resistente, ela tende a sofrer torção. As deformações causadas a uma peça que sofre torção são deslocamentos angulares de uma seção em relação a outra.
A torção nos fios têxteis denomina-se o número de voltas que o fio recebe em torno do seu próprio eixo por uma unidade de comprimento;
ex.: T/"(torção por polegada), T/m , T/cm etc.

## Sentido da torção
O sentido da torção é muito importante. Para determiná-lo, segura-se um corpo-de-prova do fio em posição vertical não importando a extremidade e verifica-se o sentido de torção das fibras usado durante a construção do fio,comparando-se com a parte central das letras “S” e “Z”. Ao torcer um fio em volta do seu eixo central no sentido de sua construção ele se torna mais rígido (mais apertado), caso contrário, se torna mais flexível e se desfaz.

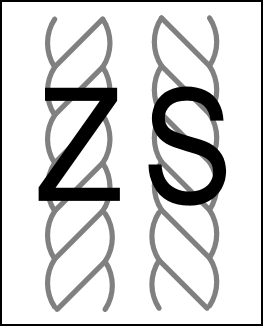
Representação da torção S e Z.

A torção “S” também conhecida como torção esquerda é identificada quando as espirais visíveis do fio em volta do seu eixo central, apresentam a mesma direção de inclinação da parte central da letra “S”, isto é as espirais sobem da direita para a esquerda. Durante a construção de um fio “S” ele foi torcido no sentido oposto aos ponteiros do relógio.
A torção “Z” também conhecida como torção direita é identificada quando as espirais visíveis apresentam a mesma direção de inclinação na parte central da letra “Z”, isto é, as espirais sobem da esquerda para a direita. Durante a construção de um Fio “Z” ele foi torcido no mesmo sentido dos ponteiros do relógio.
Quando dois ou mais fios, sejam eles fios singelos ou retorcidos, são retorcidos entrukpç são usadas para indicar a direção da última retorção introduzida.

## Torção na geometria diferencial
Na matemática, a Torção é vista como uma função escalar, que mede a magnitude da variação do vetor binormal B ( vetor unitário ortogonal a T e a N)  em relação à distância percorrida da função. Visto que sabendo somente a curvatura não é possível reconstruir uma curva a partir de um ponto dado (uma vez que essa pode não estar contida em algum plano ou espaço), é necessário definir a torção, que "medirá a capacidade da curva de se torcer". É possível visualizar a questão da torção na figura 3:  uma curva contida em algum plano no espaço bidimensional tem torção nula e quanto maior a variação com respeito ao plano deﬁnido por T  e N , maior a torção.
Matematicamente, a torção é representada pelo símbolo grego Tau ({\displaystyle \tau }), podendo ser calculado da seguinte forma: 
{\displaystyle \tau (s)={\frac {|d{\vec {B}}|}{|ds|}}}
Entretanto, como {\displaystyle \tau }(s) não é um parâmetro muito utilizado, é possível escrever a torção em função de t ({\displaystyle \tau }(t)):
{\displaystyle |\tau (t)|={\frac {|{\vec {B'(t)}}|}{|{\vec {r'(t)}}|}}}
Em algumas vezes, somente t é conhecido, sendo possível encontrar a torção através da seguinte fórmula:
{\displaystyle \tau ={({\vec {r'}}(t)\times {\vec {r''}}(t))\cdot {\vec {r'''}} \over \lVert {\vec {r'}}\rVert ^{2}}}

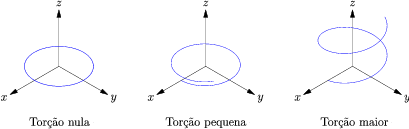
Fig. 3: Variação da curvatura em uma hélice

O sinal da torção, por sua vez, é positivo quando o movimento é dextrogiro (segue a regra da mão direita) e negativo quando é levogiro (contrário á regra da mão direita).
O raio de torção, por sua vez, pode ser definido como {\displaystyle \sigma ={1 \over \tau (s)}}